# Магура (Покутсько-Буковинські Карпати)
Ма́гура — гора в Українських Карпатах, у масиві Покутсько-Буковинські Карпати. Розташована на хребті Довгий Грунь, у межах Вижницького району Чернівецької області, на південь від села Долішній Шепіт.
Висота 1313 м. Схили гори стрімкі, місцями заліснені. На захід розташований перевал Шурдин (1173,5 м), на південний схід — гора Лунгуль (1377,4 м). На вершині споруджено оригінальну туристичну базу «Ковчег» і прокладено автодорогу.
Найближчий населений пункт: село Долішній Шепіт.